# Аноњ Сен Мартен
Аноњ Сен Мартен (фр. Hannogne-Saint-Martin) насеље је и општина у североисточној Француској у региону Шампањ-Арден, у департману Ардени која припада префектури Шарлвил Мезјер.
По подацима из 2011. године у општини је живело 462 становника, а густина насељености је износила 98,09 становника/km². Општина се простире на површини од 4,71 km². Налази се на средњој надморској висини од 250 метара.

## Демографија
| 1962. | 1968. | 1975. | 1982. | 1990. | 1999. | 2011. |
| ----- | ----- | ----- | ----- | ----- | ----- | ----- |
| 446   | 461   | 440   | 430   | 431   | 474   | 462   |

График промене броја становника у току последњих година